# 중앙아메리카의 역사
중앙아메라카의 역사에 대해 설명한다.
크리스토퍼 콜럼버스 이전 시대에 근대 중앙아메리카 대부분 지역은 메소아메리카 문명의 일부였다. 중간아메리카의 아메리카 토착민 사회는 북으로는 멕시코 중앙부로부터 남으로는 코스타리카에 걸친 땅을 차지하였다. 주목할 만한 민족 가운데 메소아메리카 전역에 걸쳐 도시를 지은 마야인과 광대한 제국을 이루었던 아스텍인이 있다. 콜롬비아 이전의 파나마 문화는 중간아메리카와 남아메리카 둘 다와 교류하였고, 그 두 문화 영역 사이에서 과도적이라 여겨질 수 있다.
에스파냐를 위한 크리스토퍼 콜럼버스의 아메리카 탐험 이후 에스파냐에서는 많은 원정 함대를 아메리카로 보내었고, 그들은 1510년대에 아스텍과 마야의 영토를 정복하였다. 1540년, 에스파냐는 남쪽으로는 멕시코에서 코스타리카까지 확장하여, 영국령 온두라스(오늘날의 벨리즈)를 제외한, 따라서 중앙아메리카라고 널리 알려진 지역 대부분을 망라하여 과테말라 도독령(Captaincy General of Guatemala)을 이루었다. 이것은 1821년에 폭동(멕시코 독립 전쟁에 뒤이어 일어난)이 일어날 때까지 거의 3세기나 이어졌다.
스페인의 지배가 끝난 이후 앞의 도독령(카피타냐 헤네랄)(Capitanía General)은 그대로 중앙아메리카 연방으로 남겨졌고, 그 공화국은 과테말라 시를 수도로 두고 간접 민주제를 채택하였다. 이 연방은 오늘날 과테말라(이전에 로스 알토스 주에 포함되었던), 온두라스, 엘살바도르, 나카라과, 코스타리카(오늘날에는 파나마의 일부인 지역과 니카라과에서 속하는 과나카스테주를 포함한), 그리고 근대 멕시코의 치아파스 주의 일부로 이루어져 있다. 공화국은 1823년부터 내전으로 붕괴하기 시작할 때인 1838년까지 지속하였다.